# János Szépe
János Szépe (ur. 15 marca 1996 w Galancie) – słowacki piłkarz, narodowości węgierskiej, grający na pozycji środkowego obrońcy w węgierskim klubie MTK Budapeszt.